# Syndesmogenus xanthonotus
Syndesmogenus xanthonotus är en mångfotingart som beskrevs av Carl Graf Attems 1910. Syndesmogenus xanthonotus ingår i släktet Syndesmogenus och familjen Odontopygidae. Inga underarter finns listade i Catalogue of Life.